# William Alanson White Institute
Das William Alanson White Institute of Psychiatry, Psychoanalysis and Psychology (WAWI) wurde 1943 als gemeinnützige Institution zur postgraduate Ausbildung von Psychotherapeuten als New Yorker Zweig der Washington School of Psychiatry gegründet und erhielt 1946 den heutigen Namen. Der Sitz befindet sich im Clara Thompson Gebäude in der Upper West Side in New York City.

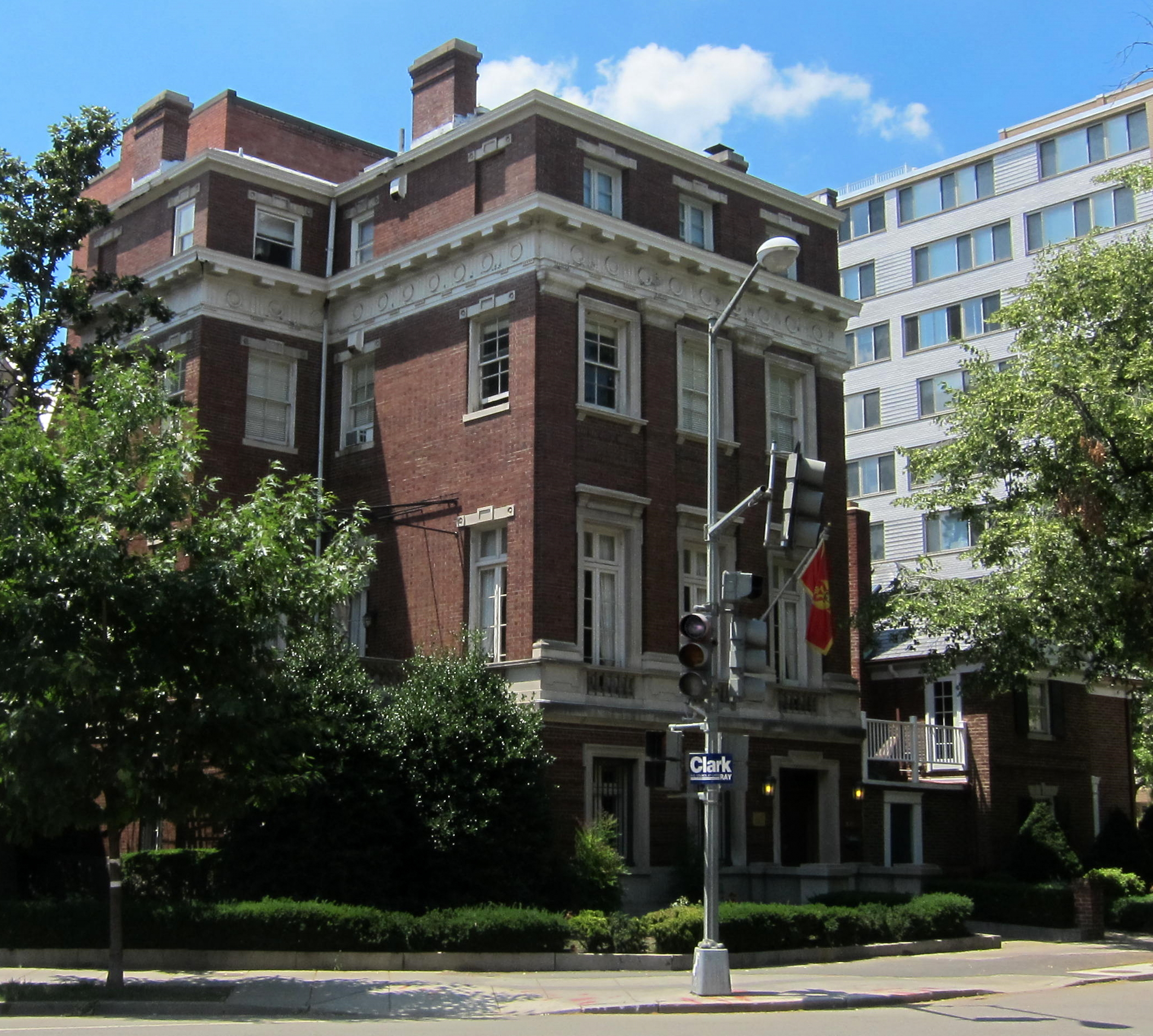
Ehemaliges Gebäude des William Alanson White Institute in Washington D.C.

## Geschichte und Tätigkeiten
Das Institut hat die psychoanalytische Theorie und Praxis im 20. Jahrhundert im Sinne der Neopsychoanalyse weiterentwickelt und sich vom Mainstream der amerikanischen Psychoanalyse gelöst, welche von den Institutsgründern als zu einschränkend empfunden wurde.
Zu den Gründern des Instituts gehören Clara Thompson, Erich Fromm, Harry Stack Sullivan, Frieda Fromm-Reichmann, David Rioch und Janet Rioch.
Der Lehrplan umfasst die psychologischen, soziokulturellen und biologischen Faktoren im menschlichen Verhalten. Er stützt sich auf die Beiträge von Harry Stack Sullivan und Erich Fromm und ihre tiefenpsychologischen Forschungen, die den Menschen als soziales Wesen und sein Verhalten als zwischenmenschliche Beziehungen (Interpersonale Theorie) sahen.
Das WAWI bietet Schulungsprogramme, Weiterbildungen und klinische Dienstleistungen inklusive Konferenzen, Vortragsreihen und Symposie an und ist Herausgeberin der internationalen Zeitschrift Contemporary Psychoanalysis.

## Auszeichnung
- 2001 erhielt das Institut von der American Psychoanalytic Association den first Psychoanalytic Community Clinic of the Year Award für die hohe Qualität der Psychotherapie, die zu einem bescheidenen Preis an Menschen mit Depressionen,  Persönlichkeitsstörung, Essstörungen anderen psychologischen Problemen geleistet wurde.